# 阿姆斯特丹港
阿姆斯特丹港（荷蘭語：Haven Amsterdam），是荷兰首都阿姆斯特丹的港口，位于艾湾与北海运河沿岸，通过北海运河与北海相连。这座港口建于13世纪，在17世纪时是荷兰东印度公司的一个重要港口。今天，阿姆斯特丹港是荷兰第二大港，仅次于鹿特丹港。2008年，阿姆斯特丹港货运吞吐量达到7580万吨，其中大部分为散装货物。

## 历史

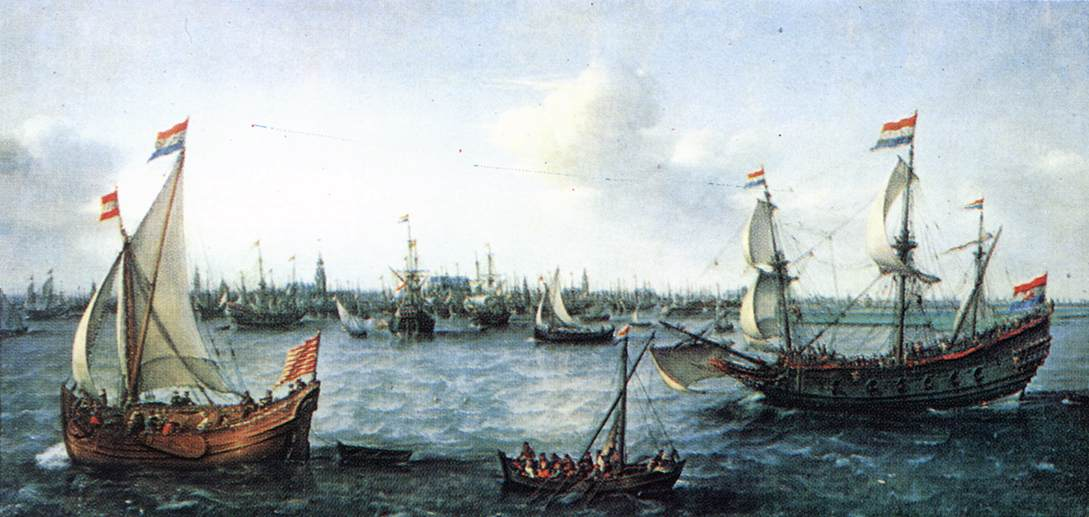
17世纪油画家笔下的阿姆斯特丹港

阿姆斯特丹最早的港口活动可追溯到公元13世纪。阿姆斯特丹港于1342年首次被记载，见于阿姆斯特丹获得城市权的相关资料中。
在荷兰黄金时代，阿姆斯特丹港发展成为荷兰东印度公司的一个重要港口。
连接阿姆斯特丹与登海尔德的北荷兰运河建于1819年至1824年间；而连接阿姆斯特丹与艾默伊登的北海运河建于1865年至1876年间。

## 地理

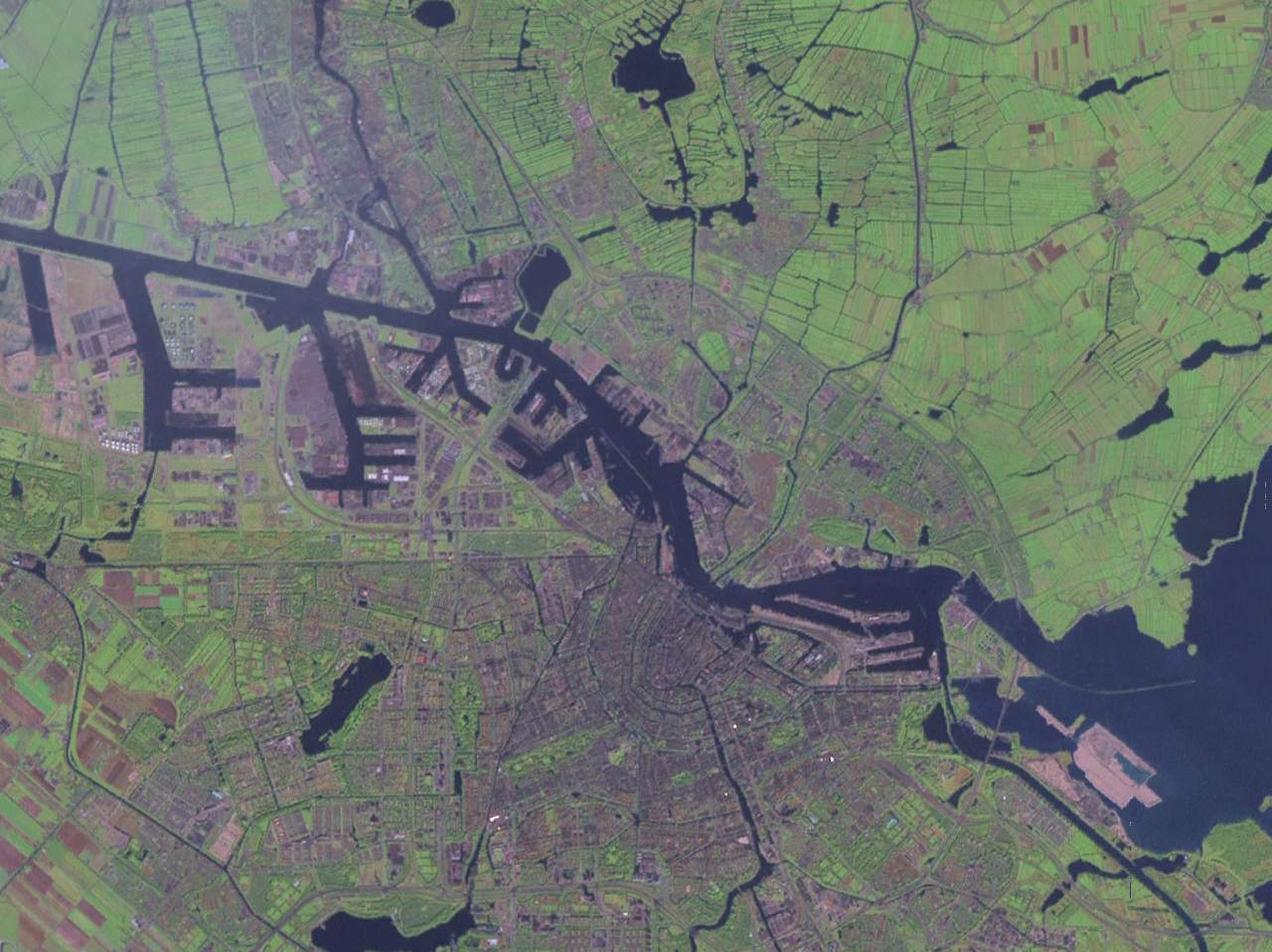
阿姆斯特丹港卫星照片

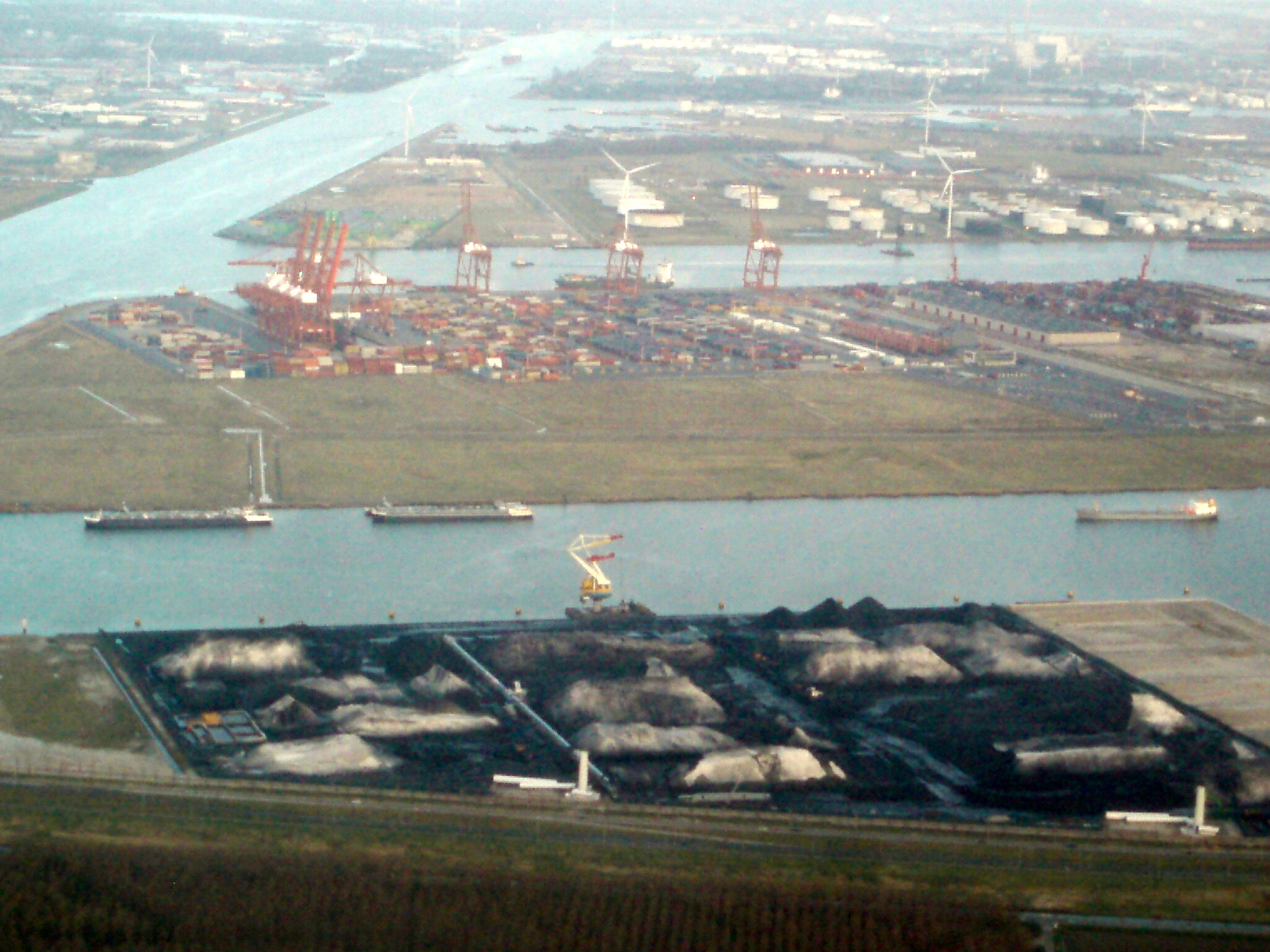
阿姆斯特丹港的“非洲港区”

阿姆斯特丹港坐落在北海运河与IJ湾沿岸，通过北海运河连接北海，通过北荷兰运河连接登海尔德，通过IJ和IJmeer湖连接马克美尔湖，通过阿姆斯特丹－莱茵运河连接莱茵河。
阿姆斯特丹港的水域面积为600公顷（1500英亩），陆地面积为1900公顷（4700英亩），包括了不动产、码头、道路、铁轨、沟渠和绿地。

## 商业运营
阿姆斯特丹港在货物吞吐量上仅次于鹿特丹港，位居荷兰第二。
2008年，共有6029艘次船舶停靠阿姆斯特丹港，产生了7580万吨的货物吞吐量，其中大部分为散装货物。同年，集装箱吞吐量达435129标准货柜。船舶数量和货物吞吐量均比2007年有所上升。
2008年，海运方面有117艘次邮轮停靠阿姆斯特丹港，运送旅客22.6万人次；而河运方面则有998艘次邮轮运送17.0万人次的旅客。与2007年相比，海运方面呈现大幅增长，增幅达50%，而河运方面则略有减少。
2008年，阿姆斯特丹港总收入为12530万欧元，实现利润4500万欧元。收入与利润均低于2007年水平。
2008年，阿姆斯特丹港的直接雇员仅有361人，但间接雇员达5.5万人。2009年7月7日，阿姆斯特丹政府任命Dertje Meijer为港口主管。